# スールジー・アンジャンガーオン条約
スールジー・アンジャンガーオン条約（スールジー・アンジャンガーオンじょうやく、英語：Treaty of Surji-Anjangaon）は、1803年12月30日にインドのスールジー・アンジャンガーオンにおいて、イギリス東インド会社とマラーター同盟のシンディア家との間で締結された講和条約。駐在官の配置や外交上における制限も含まれることから、軍事保護条約とみることもできる。

## 概要
第二次マラーター戦争中、シンディア家はイギリスにより甚大な損害を被り、1803年12月17日にナーグプルのボーンスレー家がデーオガーオン条約を結ぶと、同月30日にシンディア家も講和を結んだ。
シンディア家はこの条約で、 デリー・アーグラ地域 、ドアーブ地方（ガンジス・ヤムナー川にはさまれた地域）の北半分（上ドアーブ）、ジャイプル王国以北のラージャスターン地方、ブンデールカンド地方の一部、グジャラート地方の一部、デカン地方のアフマドナガルを割譲した。
シンディア家の外交権に関しては、マラーター王国の宰相（ペーシュワー）と争いにおいてイギリスが仲裁する条項が含まれるなど、外交上の制約を受けることとなった。また、イギリスの駐在官および軍隊をグワーリヤルに受け入れることを了承させられた。
この条約の締結により、第二次マラーター戦争はイギリスとホールカル家との単独の戦いに持ち込まれた。